# Fred Quimby
Frederick Clinton Quimby (Minneapolis, 31 luglio 1886 – Santa Monica, 16 settembre 1965) è stato un produttore cinematografico statunitense.
Era il responsabile delle vendite di film in carica alla MGM Cartoons, che comprendeva Tex Avery e la squadra di William Hanna e Joseph Barbera, creatori di Tom & Jerry, serie con la quale vinse sette Premi Oscar su tredici candidature.

## Biografia
Frederick Clinton Quimby nacque a Minneapolis, e iniziò la sua carriera come giornalista. Nel 1907 gestiva una sala cinematografica a Missoula. In seguito lavorò presso la Pathé, salendo fino a diventare membro del consiglio di amministrazione prima di andarsene nel 1921 per diventare un produttore indipendente. Fu assunto dalla Fox nel 1924, e poi dalla MGM nel 1927 a capo del suo reparto cortometraggi. Nel 1937 venne assegnato a mettere insieme il dipartimento d'animazione.
Nel 1939 William Hanna e Joseph Barbera gli presentarono il loro progetto per una serie di cartoni animati con un gatto e un topo. Quimby approvò, e il risultato fu Casa dolce casa (conosciuto anche come Un gatto messo alla porta, che fu candidato a un Premio Oscar. Inizialmente Quimby rifiutò di produrre altri cartoni animati del gatto e il topo dopo Un gatto messo alla porta, ma dopo il successo del cartone animato accettò di fare di Tom & Jerry una serie ufficiale dello studio MGM. Come produttore, Quimby diventò un destinatario ripetuto dell'Oscar al miglior cortometraggio d'animazione per i film di Tom & Jerry, senza che invitasse Hanna e Barbera sul palco, e il suo nome divenne noto per la sua importanza nei titoli di testa dei cartoni animati. Anche se Quimby era accreditato da solo per l'approvazione e la produzione della serie Tom & Jerry, non era coinvolto nel processo creativo. Inoltre, Quimby aveva un rapporto difficile con gli animatori, tra cui Hanna e Barbera, che credevano che Quimby non fosse adatto ad essere un vero leader dell'animazione.
Quimby si ritirò dalla MGM nel 1955, e Hanna e Barbera assunsero il suo ruolo di co-capi dello studio e presero in consegna il titolo di produttori per i cortometraggi di Tom & Jerry. Nonostante il successo di Hanna e Barbera, la MGM riteneva che rieditare vecchi cartoni animati portasse più soldi, e la divisione cartoni animati della MGM non durò a lungo, venendo chiusa nel 1957. La MGM in seguito avrebbe messo sotto contratto prima Gene Deitch e poi Chuck Jones per produrre altri cortometraggi di Tom & Jerry attraverso i loro studios nel corso degli anni '60. Fred Quimby morì a Santa Monica il 16 settembre 1965, a 79 anni, e fu sepolto al Forest Lawn Memorial Park.
La sua ultima produzione è stato il cortometraggio di Tom & Jerry Lo zio Pecos del 1955.

## Riconoscimenti
- Premio Oscar[1]
  - 1941 – Candidatura come miglior cortometraggio d'animazione per Casa dolce casa
  - 1942 – Candidatura come miglior cortometraggio d'animazione per La vigilia di Natale
  - 1942 – Candidatura come miglior cortometraggio d'animazione per The Rookie Bear
  - 1943 – Candidatura come miglior cortometraggio d'animazione per Blitz Wolf
  - 1944 – Miglior cortometraggio d'animazione per Dichiarazione di guerra
  - 1945 – Miglior cortometraggio d'animazione per Jerry nei guai
  - 1946 – Miglior cortometraggio d'animazione per Silenzio, prego!
  - 1947 – Miglior cortometraggio d'animazione per Jerry pianista
  - 1948 – Candidatura come miglior cortometraggio d'animazione per Dr. Jerrill e Mr. Mouse
  - 1949 – Miglior cortometraggio d'animazione per Piccolo orfano
  - 1950 – Candidatura come miglior cortometraggio d'animazione per Cuore di picchio
  - 1951 – Candidatura come miglior cortometraggio d'animazione per Il cugino di Jerry
  - 1952 – Miglior cortometraggio d'animazione per I due moschettieri
  - 1953 – Miglior cortometraggio d'animazione per Caccia a tempo di valzer
  - 1953 – Candidatura come miglior cortometraggio d'animazione per Piccolo Johnny Jet
  - 1955 – Candidatura come miglior cortometraggio d'animazione per Moschettiere dilettante
  - 1956 – Candidatura come miglior cortometraggio d'animazione per Good Will to Men